# Une journée bien remplie
Pour plus de détails, voir Fiche technique et Distribution.
Une journée bien remplie est un film franco-italien réalisé par Jean-Louis Trintignant et sorti en 1973.

## Synopsis
Au fil d'une journée, un homme boulanger de métier, parcourt les routes du Gard au guidon d'une moto en compagnie de sa mère assise dans un side-car, tuant des personnes de façon insolite, pour une raison bien précise et selon un itinéraire bien établi...

## Fiche technique
- Titre complet : Une journée bien remplie ou Neuf meurtres insolites dans une même journée par un seul homme dont ce n'est pas le métier
- Réalisation : Jean-Louis Trintignant
- Premier assistant réalisateur : Jean-Jacques Beineix
- Deuxieme assistant réalisateur : Serge Marquand
- Scénario : Jean-Louis Trintignant et Vincenzo Labella
- Photographie : William Lubtchansky
- Montage : Nicole Lubtchansky
- Musique : Bruno Nicolai
- Production : Jacques-Éric Strauss
- Sociétés de production : Cinétel, Euro International Film (EIA), Président Films
- Société de distribution : Valoria Films (France)
- Pays :  France/  Italie
- Langue : français
- Dates de sortie : 
  - France : 8 mars 1973

## Distribution
- Jacques Dufilho : Jean Rousseau
- Luce Marquand : la mère Rousseau
- Franco Pesce (en) : le père de Jean Rousseau
- Albin Guichard : Jean Rousseau, 15 ans plus tôt
- Andrée Bernard : la mère Rousseau, 15 ans plus tôt
- Louis Malignon : le père Rousseau, 15 ans plus tôt
- T.Requenae : le fils Fernand Rousseau, 15 ans plus tôt
- Gisèle Abetissian : Mme la jurée Veuve Lacour
- Jacques Ouvrier : l'acteur jouant le Roi
- Mireille Chantal : l'actrice jouant la Reine
- Tony Valles : l'acteur jouant Laerte
- Dominique Bonnaud : l'acteur jouant Horatio
- Michel Massé : l'acteur jouant Fortimbras
- Christiane Marciano : l'actrice jouant le page
- Gérard de Franceschi : l'acteur jouant un porteur
- Jean Sablier : l'acteur jouant un porteur
- Claude Auger : l'acteur jouant un porteur
- René Mas : l'acteur jouant un porteur
- Hella Petri : Mme Sauler
- Jean-Pierre Elga : le client du restaurant
- Antoine Marin : Albert Roux / l'autre Roux
- Pierre Dominique : le juré maître-nageur
- Vittorio Caprioli : le juré Mangiavacca
- Gérard Streiff : M. le juré Person
- Maurice Duc : M. le juré Leluc
- Manuel Segura : M. le juré Sauler
- Denise Péron : Mademoiselle la jurée Bertrand
- Jacques Doniol-Valcroze : M. le juré Jacquemont, l'acteur jouant Hamlet (caméo)
- Jean-Louis Trintignant : le metteur en scène de Hamlet (caméo)
- Georges Koulouris : un inspecteur
- André Falcon : M. Patou
- Eugène Berthier : le balayeur
- Edmond Trabuc : le propriétaire de l'Ami 6
- M. Mariel : le M. enfermé dans le coffre
- Robert Orsini : le commissaire Mignon
- Michel Bompart : le garde-forestier
- Gérard Sire : le commentateur radio (voix)
- Georges Tourdiat : photo du fils Fernand

## Production
Le film concrétise la passion première de l'acteur. Cela faisait déjà plus de vingt ans que Jean-Louis Trintignant voulait réaliser un film, d'ailleurs à ses débuts, il voulait être réalisateur et non pas acteur.

### Allusions etclin d'œils
Le court extrait de théâtre dans le film, avec des caméos de Doniol-Valcroze et Trintignant lui-même est une référence à une période trouble de l'acteur-réalisateur : il joua Hamlet en 1971 sur une mise en scène de Maurice Jacquemont. Les mauvaises critiques et l'échec de la représentation furent très blessantes pour l'acteur qui abandonna le théâtre pour plus d'une décennie.
Si la mère s'appelle Rousseau et qu'elle est née Cheval, c'est parce que dans l'esprit de Jean-Louis Trintignant, ce sont des naïfs, descendants du douanier Rousseau et du facteur Cheval.